# Nienstedt (Allstedt)
Nienstedt ist ein Ortsteil der Stadt Allstedt im Landkreis Mansfeld-Südharz in Sachsen-Anhalt.

## Geografie
Nienstedt liegt zwischen Sangerhausen und Querfurt rund 4 km nordöstlich von Allstedt am Westerbach.

## Geschichte
In einem zwischen 881 und 899 entstandenen Verzeichnis des Zehnten des Klosters Hersfeld wird unter dem Namen Niustat ein zehntpflichtiger Ort im Gau Friesenfeld genannt, der vermutlich Nienstedt oder die Wüstung Nienstedt oder die Wüstung Neustädt gewesen ist.
Am 1. Januar 2010 wurde die bis dahin selbstständige Gemeinde Nienstedt zusammen mit den Gemeinden Beyernaumburg, Emseloh, Holdenstedt, Katharinenrieth, Liedersdorf, Mittelhausen, Niederröblingen (Helme), Pölsfeld, Sotterhausen und Wolferstedt in die Stadt Allstedt eingemeindet.

## Wirtschaft und Infrastruktur

### Verkehr
Westlich der Ortschaft verläuft die Bundesstraße 86 (von Hettstedt nach Weißensee). Die Autobahn A 38 die von Leipzig nach Göttingen führt, liegt ca. 2 km südlich vom Nienstedt.